# Joseph Lyons
Joseph Aloysius Lyons CH (Stanley, 15 de setembro de 1879 – Sydney, 7 de abril de 1939) foi um político australiano que serviu como o 10º primeiro-ministro da Austrália, tendo permanecido no cargo de 1932 até à sua morte em 1939. Ele começou a sua carreira no Partido Trabalhista Australiano (ALP), mas tornou-se o líder fundador do United Australia Party (UAP) após a divisão do ALP em 1931. Ele já havia servido como primeiro-ministro da Tasmânia de 1923 a 1928.

## Vida
Lyons nasceu em Stanley, Tasmânia, e antes de entrar na política trabalhou como professor. Ele foi ativo no Partido Trabalhista desde jovem e ganhou a eleição para a Assembléia da Tasmânia em 1909. Ele serviu como tesoureiro do estado (1912–1914) sob John Earle, antes de substituir Earle como líder do partido em 1916. Após duas eleições que terminou em parlamentos paralisados, Lyons foi nomeado primeiro-ministro em 1923, à frente de um governo de minoria. Ele buscou reformas moderadas e negociou com sucesso uma crise constitucional sobre os poderes do Conselho Legislativo. Na eleição de 1925 ele conduziu o Trabalhismo ao seu primeiro governo de maioria na Tasmânia, mas o partido perdeu o cargo três anos depois.
Em 1929, Lyons renunciou ao parlamento estadual para entrar na política federal, ganhando uma cadeira na Câmara dos Representantes na vitória esmagadora do Trabalhismo nas eleições de 1929 . Ele foi imediatamente nomeado para o gabinete pelo novo primeiro-ministro James Scullin, tornando-se chefe do departamento de Correios e Telégrafos e Ministro de Obras e Ferrovias. Em 1930, ele atuou como tesoureiro interino enquanto Scullin estava no exterior e entrou em conflito com a bancada trabalhista sobre a resposta do governo à Grande Depressão; ele preferia políticas financeiras ortodoxas. No início de 1931, Lyons e seus seguidores deixaram o Partido Trabalhista para se tornarem independentes. Suas motivações exatas para deixar o partido foram objeto de debate. Poucos meses depois, seu grupo se fundiu com outros partidos de oposição para formar o United Australia Party; ele foi eleito Líder da Oposição.
Lyons levou a UAP a uma vitória esmagadora nas eleições de 1931. Apelidado de "Joe Honesto", ele era conhecido como um militante militante político e tornou-se popular entre o público em geral. Sua popularidade pessoal foi um fator importante na reeleição do governo em 1934 e 1937; ele foi o primeiro primeiro-ministro a ganhar três eleições federais. A UAP governou inicialmente sozinha, mas depois de 1934 formou uma coalizão com o Country Party. Lyons serviu como seu próprio tesoureiro até 1935 e supervisionou a recuperação da Austrália da Grande Depressão. Ele enfrentou vários desafios de política externa, mas acelerou a transição da Austrália para uma política externa independente. Antes da Segunda Guerra Mundial, seu governo seguiu uma política de apaziguamento e rearmamento.
Lyons morreu de ataque cardíaco em abril de 1939, tornando-se o primeiro primeiro-ministro australiano a morrer no cargo. Ele é o único primeiro-ministro da Tasmânia e um dos dois primeiros-ministros que se tornaram primeiro-ministro, junto com George Reid. Vários anos após sua morte, sua viúva Enid Lyons se tornou a primeira mulher eleita para a Câmara dos Representantes.